# Света Клара (Стокхолм)
Вижте пояснителната страница за други значения на Света Клара.
Църквата „Света Клара“ (на шведски: Klara kyrka) е лутеранска църква в град Стокхолм, столицата на Швеция.
Разположена е в централния квартал Нормалм, в близост до централната железопътна гара. Построена е през 1572-1590 година по проект на нидерландския архитект Хендрик ван Хувен на мястото на по-стара църква със същото име. Сградата е тежко засегната от пожар през 1751 година и отново е сериозно реконструирана през 1884-1886 година, когато придобива съвременния си неоготически вид.